# Montain
Montain é uma comuna francesa na região administrativa de Borgonha-Franco-Condado, no departamento de Jura. Estende-se por uma área de 2,29 km². Em 2010 a comuna tinha 522 habitantes (densidade: 227,9 hab./km²).